# Specie di Linyphiidae (R-Z)
Di seguito sono descritte tutte le specie della famiglia di ragni Linyphiidae, i cui generi sono compresi fra la lettera iniziale R e la Z, note al 30 dicembre 2007.

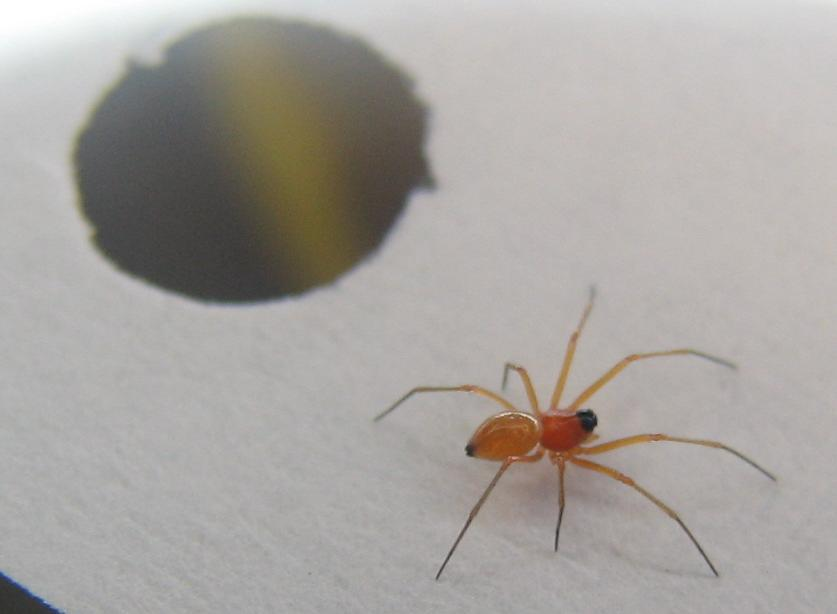
Erigoninae non identificato

## Racata
Racata Millidge, 1995
- Racata grata Millidge, 1995[1] — Krakatoa

## Rhabdogyna
Rhabdogyna Millidge, 1985
- Rhabdogyna chiloensis Millidge, 1985 — Cile
- Rhabdogyna patagonica (Tullgren, 1901) — Cile

## Ringina
Ringina Tambs-Lyche, 1954
- Ringina antarctica (Hickman, 1939) — Isola Crozet

## Russocampus
Russocampus Tanasevitch, 2004
- Russocampus polchaninovae Tanasevitch, 2004 — Russia

## Ryojius
Ryojius Saito & Ono, 2001
- Ryojius japonicus Saito & Ono, 2001[1] — Giappone
- Ryojius nanyuensis (Chen & Yin, 2000) — Cina
- Ryojius occidentalis Saito & Ono, 2001 — Giappone

## Saaristoa

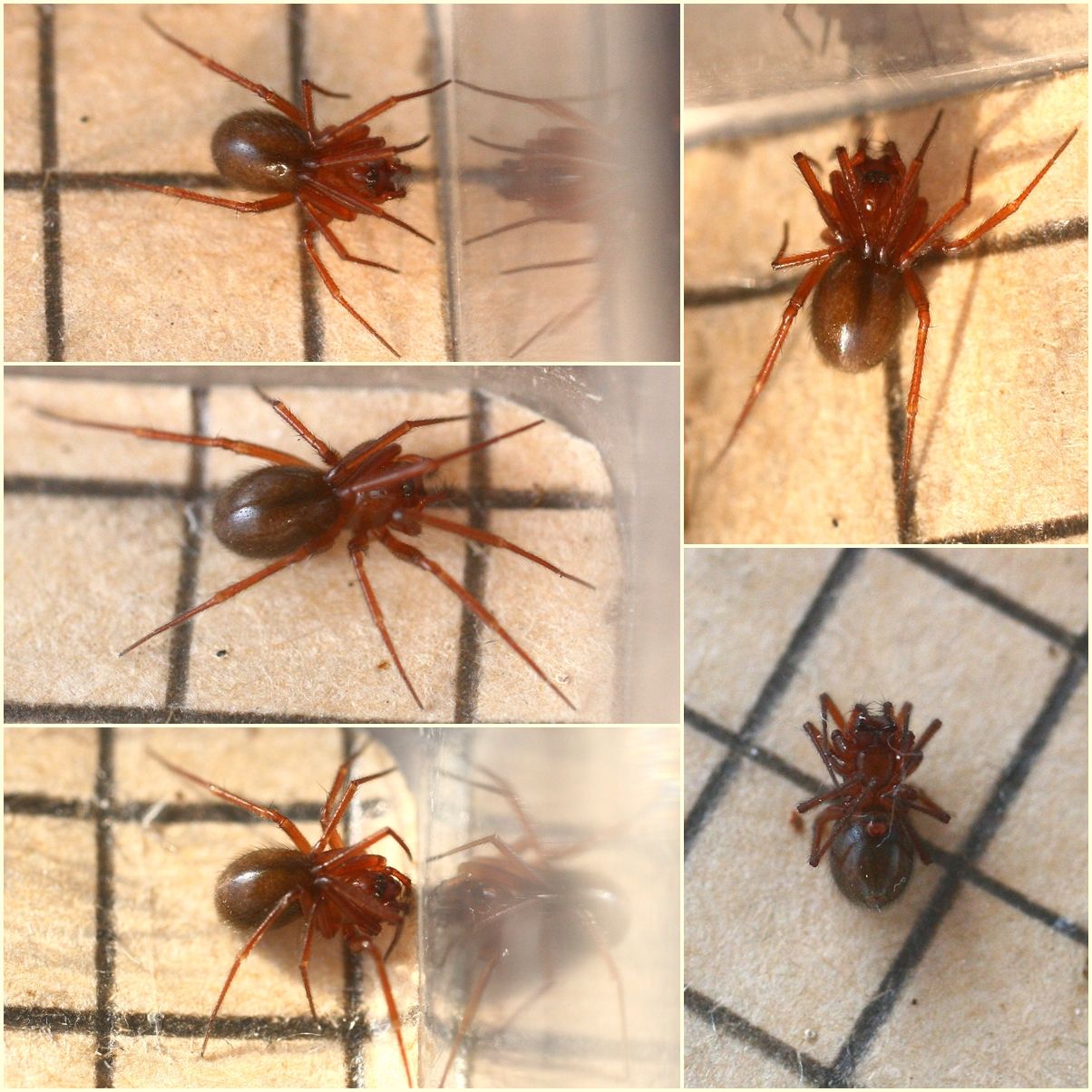
Saaristoa abnormis

Saaristoa Millidge, 1978
- Saaristoa abnormis (Blackwall, 1841)[1] — Regione paleartica
- Saaristoa ebinoensis (Oi, 1979) — Giappone
- Saaristoa firma (O. P.-Cambridge, 1905) — Europa
- Saaristoa nipponica (Saito, 1984) — Giappone
- Saaristoa sammamish (Levi & Levi, 1955) — USA

## Sachaliphantes
Sachaliphantes Saaristo & Tanasevitch, 2004
- Sachaliphantes sachalinensis (Tanasevitch, 1988)[1] — Russia, Cina, Giappone

## Saitonia
Saitonia Eskov, 1992
- Saitonia kawaguchikonis Saito & Ono, 2001 — Giappone
- Saitonia longicephala (Saito, 1988) — Giappone
- Saitonia muscus (Saito, 1989) — Giappone
- Saitonia ojiroensis (Saito, 1990) — Giappone
- Saitonia orientalis (Oi, 1960) — Giappone

## Saloca
Saloca Simon, 1926
- Saloca diceros (O. P.-Cambridge, 1871) — Europa
- Saloca gorapaniensis Wunderlich, 1983 — Nepal
- Saloca khumbuensis Wunderlich, 1983 — Nepal
- Saloca kulczynskii Miller & Kratochvíl, 1939 — Europa centrale e orientale
- Saloca ryvkini Eskov & Marusik, 1994 — Russia

## Satilatlas
Satilatlas Keyserling, 1886
- Satilatlas arenarius (Emerton, 1911) — USA, Canada
- Satilatlas britteni (Jackson, 1913) — Europa
- Satilatlas carens Millidge, 1981 — Canada
- Satilatlas gentilis Millidge, 1981 — USA
- Satilatlas gertschi Millidge, 1981 — Canada
- Satilatlas insolens Millidge, 1981 — USA
- Satilatlas marxi Keyserling, 1886 — Russia, Alaska, Canada
  - Satilatlas marxi matanuskae (Chamberlin, 1948) — Alaska
- Satilatlas monticola Millidge, 1981 — USA

## Sauron
Sauron Eskov, 1995
- Sauron fissocornis Eskov, 1995 — Russia, Kazakistan
- Sauron rayi (Simon, 1881) — Europa

## Savignia
Savignia Blackwall, 1833
- Savignia amurensis Eskov, 1991 — Russia
- Savignia badzhalensis Eskov, 1991 — Russia
- Savignia basarukini Eskov, 1988 — Russia
- Savignia birostra (Chamberlin & Ivie, 1947) — Russia, Alaska
- Savignia borea Eskov, 1988 — Russia
- Savignia bureensis Tanasevitch & Trilikauskas, 2006 — Russia
- Savignia centrasiatica Eskov, 1991 — Russia
- Savignia erythrocephala (Simon, 1908) — Australia occidentale
- Savignia eskovi Marusik, Koponen & Danilov, 2001 — Russia
- Savignia frontata Blackwall, 1833 — Regione paleartica
- Savignia fronticornis (Simon, 1884) — Mediterraneo
- Savignia harmsi Wunderlich, 1980 — Spagna
- Savignia kartalensis Jocqué, 1985 — Isole Comore
- Savignia kawachiensis Oi, 1960 — Giappone
- Savignia naniplopi Bosselaers & Henderickx, 2002 — Creta
- Savignia nenilini Marusik, 1988 — Russia
- Savignia producta Holm, 1977 — Regione paleartica
- Savignia pseudofrontata Paik, 1978 — Corea
- Savignia saitoi Eskov, 1988 — Russia
- Savignia superstes Thaler, 1984 — Francia
- Savignia ussurica Eskov, 1988 — Russia
- Savignia yasudai (Saito, 1986) — Giappone
- Savignia zero Eskov, 1988 — Russia

## Savigniorrhipis
Savigniorrhipis Wunderlich, 1992
- Savigniorrhipis acoreensis Wunderlich, 1992 — Isole Azzorre
- Savigniorrhipis grandis Wunderlich, 1992 — Isole Azzorre

## Scandichrestus
Scandichrestus Wunderlich, 1995
- Scandichrestus tenuis (Holm, 1943) — Svezia, Finlandia, Russia

## Schistogyna
Schistogyna Millidge, 1991
- Schistogyna arcana Millidge, 1991 — Isole Juan Fernandez

## Sciastes
Sciastes Bishop & Crosby, 1938
- Sciastes carli (Lessert, 1907) — Francia, Italia, Svizzera, Austria
- Sciastes dubius (Hackman, 1954) — Russia, Canada, USA
- Sciastes extremus Holm, 1967 — Canada, Groenlandia
- Sciastes hastatus Millidge, 1984 — USA, Canada
- Sciastes hyperboreus (Kulczynski, 1908) — Russia
- Sciastes mentasta (Chamberlin & Ivie, 1947) — Canada, Alaska
- Sciastes tenna Chamberlin, 1948 — USA
- Sciastes truncatus (Emerton, 1882) — USA, Canada, Alaska

## Scirites
Scirites Bishop & Crosby, 1938
- Scirites finitimus Dupérré & Paquin, 2007 — USA, Canada
- Scirites pectinatus (Emerton, 1911) — USA, Canada

## Scironis
Scironis Bishop & Crosby, 1938
- Scironis sima Chamberlin, 1948 — USA
- Scironis tarsalis (Emerton, 1911) — USA

## Scolecura
Scolecura Millidge, 1991
- Scolecura cambara Rodrigues, 2005 — Brasile
- Scolecura cognata Millidge, 1991 — Colombia
- Scolecura parilis Millidge, 1991 — Brasile, Argentina
- Scolecura propinqua Millidge, 1991 — Argentina

## Scolopembolus
Scolopembolus Bishop & Crosby, 1938
- Scolopembolus littoralis (Emerton, 1913) — USA

## Scotargus
Scotargus Simon, 1913
- Scotargus enghoffi Wunderlich, 1992 — Isole Canarie
- Scotargus grancanariensis Wunderlich, 1992 — Isole Canarie
- Scotargus numidicus Bosmans, 2006 — Algeria
- Scotargus pilosus Simon, 1913 — Regione paleartica
- Scotargus secundus Wunderlich, 1987 — Isole Canarie
- Scotargus tenerifensis Wunderlich, 1992 — Isole Canarie

## Scotinotylus
Scotinotylus Simon, 1884
- Scotinotylus alienus (Kulczynski, 1885) — Russia, Alaska, Canada
- Scotinotylus allocotus Crawford & Edwards, 1989 — USA
- Scotinotylus alpigena (L. Koch, 1869) — Regione paleartica
- Scotinotylus alpinus (Banks, 1896) — Russia, Mongolia, Alaska, Canada, USA, Groenlandia
- Scotinotylus altaicus Marusik, Hippa & Koponen, 1996 — Russia
- Scotinotylus ambiguus Millidge, 1981 — USA, Canada
- Scotinotylus amurensis Eskov & Marusik, 1994 — Russia
- Scotinotylus antennatus (O. P.-Cambridge, 1875) — Europa
- Scotinotylus apache (Chamberlin, 1948) — USA
- Scotinotylus autor (Chamberlin, 1948) — USA
- Scotinotylus bicavatus Millidge, 1981 — USA
- Scotinotylus bodenburgi (Chamberlin & Ivie, 1947) — Alaska
- Scotinotylus boreus Millidge, 1981 — Canada
- Scotinotylus castoris (Chamberlin, 1948) — USA
- Scotinotylus clavatus (Schenkel, 1927) — Svizzera, Austria
- Scotinotylus columbia (Chamberlin, 1948) — Canada
- Scotinotylus crinitis Millidge, 1981 — USA
- Scotinotylus dubiosus Millidge, 1981 — USA
- Scotinotylus eutypus (Chamberlin, 1948) — Regione olartica
- Scotinotylus evansi (O. P.-Cambridge, 1894) — Groenlandia, Regione paleartica
- Scotinotylus exsectoides Millidge, 1981 — Canada
- Scotinotylus formicarius (Dondale & Redner, 1972) — USA
- Scotinotylus gracilis Millidge, 1981 — USA
- Scotinotylus humilis Millidge, 1981 — USA
- Scotinotylus kenus (Chamberlin, 1948) — USA
- Scotinotylus kimjoopili Eskov & Marusik, 1994 — Russia
- Scotinotylus kolymensis Eskov & Marusik, 1994 — Russia
- Scotinotylus levii Marusik, 1988 — Russia
- Scotinotylus majesticus (Chamberlin & Ivie, 1947) — Alaska, Canada, USA
- Scotinotylus millidgei Eskov, 1989 — Russia
- Scotinotylus montanus Millidge, 1981 — USA
- Scotinotylus pallidus (Emerton, 1882) — USA, Canada
- Scotinotylus patellatus (Emerton, 1917) — Alaska, Canada, USA
- Scotinotylus pollucis Millidge, 1981 — USA
- Scotinotylus protervus (L. Koch, 1879) — Russia, Mongolia, Alaska, Canada
- Scotinotylus provincialis Denis, 1949 — Francia
- Scotinotylus provo (Chamberlin, 1948) — USA
- Scotinotylus regalis Millidge, 1981 — USA
- Scotinotylus sacer (Crosby, 1929) — Regione olartica
- Scotinotylus sacratus Millidge, 1981 — USA
- Scotinotylus sagittatus Millidge, 1981 — USA
- Scotinotylus sanctus (Crosby, 1929) — USA, Canada
- Scotinotylus sintalutus Millidge, 1981 — Canada
- Scotinotylus tianschanicus Tanasevitch, 1989 — Asia Centrale
- Scotinotylus venetus (Thorell, 1875) — Italia
- Scotinotylus vernalis (Emerton, 1882) — USA, Canada

## Scylaceus
Scylaceus Bishop & Crosby, 1938
- Scylaceus pallidus (Emerton, 1882) — USA, Canada
- Scylaceus selma (Chamberlin, 1948) — USA

## Scyletria
Scyletria Bishop & Crosby, 1938
- Scyletria inflata Bishop & Crosby, 1938 — USA, Canada
- Scyletria jona Bishop & Crosby, 1938 — USA

## Selenyphantes
Selenyphantes Gertsch & Davis, 1946
- Selenyphantes longispinosus (O. P.-Cambridge, 1896)[1] — Messico, Guatemala

## Semljicola
Semljicola Strand, 1906
- Semljicola alticola (Holm, 1950) — Svezia, Finlandia, Russia
- Semljicola angulatus (Holm, 1963) — Scandinavia, Russia, Mongolia, Sakhalin
- Semljicola arcticus (Eskov, 1989) — Russia
- Semljicola barbiger (L. Koch, 1879) — Svezia, Finlandia, Russia, Kazakistan
- Semljicola beringianus (Eskov, 1989) — Russia
- Semljicola caliginosus (Falconer, 1910) — Inghilterra, Scozia, Russia
- Semljicola convexus (Holm, 1963) — Russia, Alaska, Canada
- Semljicola faustus (O. P.-Cambridge, 1900) — Regione paleartica
- Semljicola lapponicus (Holm, 1939) — Scandinavia, Russia, Alaska
- Semljicola latus (Holm, 1939) — Scandinavia, Russia, Mongolia
- Semljicola obtusus (Emerton, 1915) — USA, Canada, Groenlandia
- Semljicola qixiensis (Gao, Zhu & Fei, 1993) — Cina
- Semljicola simplex (Kulczynski, 1908) — Russia
- Semljicola thaleri (Eskov, 1981) — Russia, Kazakistan

## Sengletus
Sengletus Tanasevitch, 2008
- Sengletus extricatus (O. P.-Cambridge, 1876)[1] — Egitto, Israele, Iran
- Sengletus latus Tanasevitch, 2009 — Iran

## Shaanxinus
Shaanxinus Tanasevitch, 2006
- Shaanxinus anguilliformis (Xia et al., 2001) — Cina
- Shaanxinus rufus Tanasevitch, 2006 — Cina

## Shanus
Shanus Tanasevitch, 2006
- Shanus taibaiensis Tanasevitch, 2006 — Cina

## Sibirocyba
Sibirocyba Eskov & Marusik, 1994
- Sibirocyba incerta (Kulczynski, 1916) — Svezia, Russia

## Silometopoides
Silometopoides Eskov, 1990
- Silometopoides asiaticus (Eskov, 1995) — Kazakistan
- Silometopoides koponeni (Eskov & Marusik, 1994) — Russia
- Silometopoides mongolensis Eskov & Marusik, 1992 — Russia, Mongolia
- Silometopoides pampia (Chamberlin, 1948) — Russia, Canada, Groenlandia
- Silometopoides pingrensis (Crosby & Bishop, 1933) — USA
- Silometopoides sibiricus (Eskov, 1989) — Russia
- Silometopoides sphagnicola Eskov & Marusik, 1992 — Russia
- Silometopoides tibialis (Heimer, 1987) — Russia, Mongolia

## Silometopus
Silometopus Simon, 1926
- Silometopus acutus Holm, 1977 — Svezia, Polonia, Russia
- Silometopus ambiguus (O. P.-Cambridge, 1905) — Europa
- Silometopus bonessi Casemir, 1970 — Belgio, Svizzera, Austria, Germania, Slovacchia
- Silometopus braunianus Thaler, 1978 — Italia
- Silometopus curtus (Simon, 1881) — Europa
- Silometopus elegans (O. P.-Cambridge, 1872) — Regione paleartica
- Silometopus incurvatus (O. P.-Cambridge, 1873) — Regione paleartica
- Silometopus nitidithorax (Simon, 1914) — Francia
- Silometopus reussi (Thorell, 1871) — Regione paleartica
- Silometopus rosemariae Wunderlich, 1969 — Germania, Svizzera, Austria, Italia
- Silometopus sachalinensis (Eskov & Marusik, 1994) — Russia
- Silometopus tenuispinus Denis, 1949 — Francia, Andorra
- Silometopus uralensis Tanasevitch, 1985 — Russia

## Simplicistilus
Simplicistilus Locket, 1968
- Simplicistilus tanuekes Locket, 1968 — Africa occidentale e centrale

## Sinolinyphia
Sinolinyphia Wunderlich & Li, 1995
- Sinolinyphia henanensis (Hu, Wang, Z.Y. & Wang, Z.G., 1991)[1] — Cina

## Sintula
Sintula Simon, 1884
- Sintula affinioides Kolosváry, 1934 — Transilvania (Romania)
- Sintula corniger (Blackwall, 1856) — dall'Europa all'Azerbaigian
- Sintula cretaensis Wunderlich, 1995 — Creta
- Sintula criodes (Thorell, 1875) — Ucraina
- Sintula cristatus Wunderlich, 1995 — Turchia
- Sintula diceros Simon, 1926 — Francia
- Sintula furcifer (Simon, 1911) — Spagna, Marocco, Algeria
- Sintula orientalis Bosmans, 1991 — Algeria
- Sintula oseticus Tanasevitch, 1990 — Russia
- Sintula penicilliger (Simon, 1884) — Algeria
- Sintula pseudocorniger Bosmans, 1991 — Algeria, Tunisia
- Sintula retroversus (O. P.-Cambridge, 1875) — dall'Europa all'Azerbaigian
- Sintula roeweri Kratochvíl, 1935 — Montenegro
- Sintula spiniger (Balogh, 1935) — Austria, Europa orientale
- Sintula subterminalis Bosmans, 1991 — Algeria

## Sisicottus
Sisicottus Bishop & Crosby, 1938
- Sisicottus aenigmaticus Miller, 1999 — USA
- Sisicottus crossoclavis Miller, 1999 — USA, Canada
- Sisicottus cynthiae Miller, 1999 — USA
- Sisicottus montanus (Emerton, 1882) — USA, Canada
- Sisicottus montigenus Bishop & Crosby, 1938 — USA
- Sisicottus nesides (Chamberlin, 1921) — USA, Canada, Alaska
- Sisicottus orites (Chamberlin, 1919) — USA, Canada
- Sisicottus panopeus Miller, 1999 — USA, Canada, Isole Curili
- Sisicottus quoylei Miller, 1999 — USA, Canada

## Sisicus
Sisicus Bishop & Crosby, 1938
- Sisicus apertus (Holm, 1939) — Regione olartica
- Sisicus penifusifer Bishop & Crosby, 1938 — USA, Canada
- Sisicus volutasilex Dupérré & Paquin, 2007 — Canada

## Sisis
Sisis Bishop & Crosby, 1938
- Sisis plesius (Chamberlin, 1948) — USA
- Sisis rotundus (Emerton, 1925) — USA, Canada

## Sisyrbe
Sisyrbe Bishop & Crosby, 1938
- Sisyrbe rustica (Banks, 1892) — USA

## Sitalcas
Sitalcas Bishop & Crosby, 1938
- Sitalcas ruralis Bishop & Crosby, 1938 — USA

## Smermisia
Smermisia Simon, 1894
- Smermisia caracasana Simon, 1894 — Venezuela
- Smermisia esperanzae (Tullgren, 1901) — Cile
- Smermisia holdridgi Miller, 2007 — Costa Rica
- Smermisia parvoris Miller, 2007 — Brasile, Argentina
- Smermisia vicosana (Bishop & Crosby, 1938) — Brasile, Argentina

## Smodix
Smodix Bishop & Crosby, 1938
- Smodix reticulata (Emerton, 1915) — USA, Canada

## Solenysa
Solenysa Simon, 1894
- Solenysa akihisai Tu, 2011 — Giappone
- Solenysa geumoensis Seo, 1996 — Corea
- Solenysa lanyuensis Tu, 2011 — Taiwan
- Solenysa longqiensis Li & Song, 1992 — Cina, Taiwan
- Solenysa melloteei Simon, 1894[1] — Giappone
- Solenysa ogatai Ono, 2011 — Giappone
- Solenysa partibilis Tu, Ono & Li, 2007 — Giappone
- Solenysa protrudens Gao, Zhu & Sha, 1993 — Cina
- Solenysa reflexilis Tu, Ono & Li, 2007 — Giappone
- Solenysa retractilis Tu, 2011 — Cina
- Solenysa tianmushana Tu, 2011 — Cina
- Solenysa wulingensis Li & Song, 1992 — Cina
- Solenysa yangmingshana Tu, 2011 — Taiwan

## Soucron
Soucron Crosby & Bishop, 1936
- Soucron arenarium (Emerton, 1925) — USA, Canada

## Souessa
Souessa Crosby & Bishop, 1936
- Souessa spinifera (O. P.-Cambridge, 1874) — USA

## Souessoula
Souessoula Crosby & Bishop, 1936
- Souessoula parva (Banks, 1899) — USA

## Sougambus
Sougambus Crosby & Bishop, 1936
- Sougambus bostoniensis (Emerton, 1882) — USA, Canada

## Souidas
Souidas Crosby & Bishop, 1936
- Souidas tibialis (Emerton, 1882) — USA

## Soulgas
Soulgas Crosby & Bishop, 1936
- Soulgas corticarius (Emerton, 1909) — USA

## Spanioplanus
Spanioplanus Millidge, 1991
- Spanioplanus mitis Millidge, 1991 — Venezuela, Perù

## Sphecozone
Sphecozone O. P.-Cambridge, 1870
- Sphecozone altehabitans (Keyserling, 1886) — Perù
- Sphecozone alticeps Millidge, 1991 — Colombia
- Sphecozone araeonciformis (Simon, 1895) — Argentina
- Sphecozone bicolor (Nicolet, 1849) — Cile, Argentina
- Sphecozone capitata Millidge, 1991 — Perù
- Sphecozone castanea (Millidge, 1991) — Brasile
- Sphecozone corniculans Millidge, 1991 — Colombia
- Sphecozone cornuta Millidge, 1991 — Argentina
- Sphecozone crassa (Millidge, 1991) — Colombia, Brasile
- Sphecozone crinita Millidge, 1991 — Ecuador
- Sphecozone diversicolor (Keyserling, 1886) — Brasile, Argentina
- Sphecozone fastibilis (Keyserling, 1886) — Brasile, Argentina
- Sphecozone formosa (Millidge, 1991) — Ecuador
- Sphecozone gravis (Millidge, 1991) — Bolivia
- Sphecozone ignigena (Keyserling, 1886) — Brasile, Argentina
- Sphecozone labiata (Keyserling, 1886) — Brasile
- Sphecozone lobata Millidge, 1991 — Isole Juan Fernandez
- Sphecozone longipes (Strand, 1908) — Perù
- Sphecozone magnipalpis Millidge, 1993 — USA
- Sphecozone melanocephala (Millidge, 1991) — Brasile
- Sphecozone modesta (Nicolet, 1849) — Bolivia, Brasile, Cile, Argentina
- Sphecozone modica Millidge, 1991 — Argentina
- Sphecozone nigripes Millidge, 1991 — Perù
- Sphecozone nitens Millidge, 1991 — Ecuador, Perù
- Sphecozone niwina (Chamberlin, 1916) — Perù, Bolivia, Cile
- Sphecozone novaeteutoniae (Baert, 1987) — Brasile
- Sphecozone personata (Simon, 1894) — Brasile
- Sphecozone rostrata Millidge, 1991 — Brasile
- Sphecozone rubescens O. P.-Cambridge, 1870 — Brasile, Paraguay, Argentina
- Sphecozone rubicunda (Keyserling, 1886) — Perù
- Sphecozone spadicaria (Simon, 1894) — Colombia, Trinidad, Venezuela
- Sphecozone tumidosa (Keyserling, 1886) — Brasile, Argentina
- Sphecozone varia Millidge, 1991 — Perù
- Sphecozone venialis (Keyserling, 1886) — Brasile, Argentina

## Spiralophantes
Spiralophantes Tanasevitch & Saaristo, 2006
- Spiralophantes mirabilis Tanasevitch & Saaristo, 2006[1] — Nepal

## Spirembolus
Spirembolus Chamberlin, 1920
- Spirembolus abnormis Millidge, 1980 — USA, Canada
- Spirembolus approximatus (Chamberlin, 1948) — USA
- Spirembolus bilobatus (Chamberlin & Ivie, 1945) — USA
- Spirembolus cheronus Chamberlin, 1948 — USA
- Spirembolus chilkatensis (Chamberlin & Ivie, 1947) — USA, Alaska
- Spirembolus demonologicus (Crosby, 1925) — USA
- Spirembolus dispar Millidge, 1980 — USA
- Spirembolus elevatus Millidge, 1980 — USA
- Spirembolus erratus Millidge, 1980 — USA
- Spirembolus falcatus Millidge, 1980 — USA
- Spirembolus fasciatus (Banks, 1904) — USA
- Spirembolus fuscus Millidge, 1980 — USA
- Spirembolus hibernus Millidge, 1980 — USA
- Spirembolus humilis Millidge, 1980 — USA
- Spirembolus latebricola Millidge, 1980 — USA
- Spirembolus levis Millidge, 1980 — USA, Messico
- Spirembolus maderus Chamberlin, 1948 — USA
- Spirembolus mendax Millidge, 1980 — USA
- Spirembolus mirus Millidge, 1980 — USA
- Spirembolus monicus (Chamberlin, 1948) — USA
- Spirembolus monticolens (Chamberlin, 1919) — USA, Canada
- Spirembolus montivagus Millidge, 1980 — USA
- Spirembolus mundus Chamberlin & Ivie, 1933 — USA, Canada
- Spirembolus novellus Millidge, 1980 — USA
- Spirembolus oreinoides Chamberlin, 1948 — USA, Canada
- Spirembolus pachygnathus Chamberlin & Ivie, 1935 — USA
- Spirembolus pallidus Chamberlin & Ivie, 1935 — USA
- Spirembolus perjucundus Crosby, 1925 — USA
- Spirembolus phylax Chamberlin & Ivie, 1935 — USA
- Spirembolus praelongus Millidge, 1980 — USA
- Spirembolus prominens Millidge, 1980 — USA, Canada
- Spirembolus proximus Millidge, 1980 — USA
- Spirembolus pusillus Millidge, 1980 — USA
- Spirembolus redondo (Chamberlin & Ivie, 1945) — USA
- Spirembolus spirotubus (Banks, 1895) — USA, Canada
- Spirembolus synopticus Crosby, 1925 — USA
- Spirembolus tiogensis Millidge, 1980 — USA
- Spirembolus tortuosus (Crosby, 1925) — USA
- Spirembolus vallicolens Chamberlin, 1920 — USA
- Spirembolus venustus Millidge, 1980 — USA
- Spirembolus whitneyanus Chamberlin & Ivie, 1935 — USA

## Stemonyphantes
Stemonyphantes Menge, 1866
1. Stemonyphantes abantensis Wunderlich, 1978 — Turchia
2. Stemonyphantes agnatus Tanasevitch, 1990 — Russia, Georgia, Azerbaigian
3. Stemonyphantes altaicus Tanasevitch, 2000 — Russia
4. Stemonyphantes blauveltae Gertsch, 1951 — USA, Canada
5. Stemonyphantes conspersus (L. Koch, 1879) — dall'Europa Centrale al Kazakistan
6. Stemonyphantes curvipes Tanasevitch, 1989 — Kirghizistan
7. Stemonyphantes griseus (Schenkel, 1936) — Kirghizistan, Cina
8. Stemonyphantes grossus Tanasevitch, 1985 — Kirghizistan
9. Stemonyphantes karatau Tanasevitch & Esyunin, 2012 — Kazakistan
10. Stemonyphantes lineatus (Linnaeus, 1758)[1] — Regione paleartica
11. Stemonyphantes menyuanensis Hu, 2001 — Cina
12. Stemonyphantes montanus Wunderlich, 1978 — Turchia
13. Stemonyphantes parvipalpus Tanasevitch, 2007 — Russia
14. Stemonyphantes serratus Tanasevitch, 2011 — Turchia
15. Stemonyphantes sibiricus (Grube, 1861) — Russia, Kazakistan, Mongolia, Isole Curili
16. Stemonyphantes solitudus Tanasevitch, 1994 — Turkmenistan
17. Stemonyphantes taiganoides Tanasevitch, Esyunin & Stepina, 2012 — Russia, Kazakistan
18. Stemonyphantes taiganus (Ermolajev, 1930) — Russia

## Sthelota
Sthelota Simon, 1894
- Sthelota albonotata (Keyserling, 1886)[1] — Panama
- Sthelota sana (O. P.-Cambridge, 1898) — Guatemala

## Stictonanus
Stictonanus Millidge, 1991
- Stictonanus exiguus Millidge, 1991 — Cile
- Stictonanus paucus Millidge, 1991[1] — Cile

## Strandella
Strandella Oi, 1960
- Strandella fluctimaculata Saito, 1982 — Russia, Giappone
- Strandella pargongensis (Paik, 1965) — Russia, Cina, Corea, Giappone
- Strandella quadrimaculata (Uyemura, 1937) — Giappone
- Strandella yaginumai Saito, 1982 — Giappone

## Strongyliceps
Strongyliceps Fage, in Fage & Simon, 1936
- Strongyliceps alluaudi Fage, 1936 — Kenya
- Strongyliceps anderseni Holm, 1962 — Kenya, Uganda

## Styloctetor
Styloctetor Simon, 1884
- Styloctetor austerus (L. Koch, 1884) — Svizzera, Austria
- Styloctetor lehtineni Marusik & Tanasevitch, 1998 — Russia
- Styloctetor logunovi (Eskov & Marusik, 1994) — Russia, Mongolia
- Styloctetor okhotensis (Eskov, 1993) — Russia
- Styloctetor purpurescens (Keyserling, 1886) — USA, Canada
- Styloctetor romanus (O. P.-Cambridge, 1872) — Regione paleartica
- Styloctetor stativus (Simon, 1881) — Regione olartica
- Styloctetor tuvinensis Marusik & Tanasevitch, 1998 — Russia

## Subbekasha
Subbekasha Millidge, 1984
- Subbekasha flabellifera Millidge, 1984 — Canada

## Syedra
Syedra Simon, 1884
- Syedra apetlonensis Wunderlich, 1992 — Austria, Slovacchia
- Syedra caporiaccoi Kolosváry, 1938 — Bosnia-Erzegovina
- Syedra gracilis (Menge, 1869)[1] — Regione paleartica
- Syedra myrmicarum (Kulczyński, 1882) — Europa Centrale
- Syedra nigrotibialis Simon, 1884 — Corsica
- Syedra oii Saito, 1983 — Cina, Corea, Giappone
- Syedra parvula Kritscher, 1996 — Malta
- Syedra scamba (Locket, 1968) — Congo

## Symmigma
Symmigma Crosby & Bishop, 1933
- Symmigma minimum (Emerton, 1923) — USA

## Tachygyna
Tachygyna Chamberlin & Ivie, 1939
- Tachygyna alia Millidge, 1984 — USA
- Tachygyna cognata Millidge, 1984 — USA
- Tachygyna coosi Millidge, 1984 — USA
- Tachygyna delecta Chamberlin & Ivie, 1939 — USA
- Tachygyna exilis Millidge, 1984 — USA, Canada
- Tachygyna gargopa (Crosby & Bishop, 1929) — USA
- Tachygyna haydeni Chamberlin & Ivie, 1939 — USA, Canada
- Tachygyna pallida Chamberlin & Ivie, 1939 — USA, Canada
- Tachygyna proba Millidge, 1984 — USA, Canada
- Tachygyna sonoma Millidge, 1984 — USA
- Tachygyna speciosa Millidge, 1984 — USA
- Tachygyna tuoba (Chamberlin & Ivie, 1933) — USA
- Tachygyna ursina (Bishop & Crosby, 1938) — USA, Canada, Alaska
- Tachygyna vancouverana Chamberlin & Ivie, 1939[1] — USA, Canada
- Tachygyna watona Chamberlin, 1948 — USA

## Taibainus
Taibainus Tanasevitch, 2006
- Taibainus shanensis Tanasevitch, 2006 — Cina

## Taibaishanus
Taibaishanus Tanasevitch, 2006
- Taibaishanus elegans Tanasevitch, 2006 — Cina

## Tallusia
Tallusia Lehtinen & Saaristo, 1972
- Tallusia bicristata Lehtinen & Saaristo, 1972 — Turchia
- Tallusia experta (O. P.-Cambridge, 1871)[1] — Regione paleartica
- Tallusia forficala (Zhu & Tu, 1986) — Cina
- Tallusia pindos Thaler, 1997 — Grecia
- Tallusia vindobonensis (Kulczyński, 1898) — Europa centrale e orientale

## Tanasevitchia
Tanasevitchia Marusik & Saaristo, 1999
- Tanasevitchia strandi (Ermolajev, 1937) — Russia
- Tanasevitchia uralensis (Tanasevitch, 1983)[1] — Russia

## Tapinocyba
Tapinocyba Simon, 1884
1. Tapinocyba abetoneensis Wunderlich, 1980 — Italia
2. Tapinocyba affinis Lessert, 1907 — Regione paleartica
  - Tapinocyba affinis orientalis Millidge, 1979 — Europa Centrale
  - Tapinocyba affinis pyrenaea Millidge, 1979 — Francia
3. Tapinocyba algirica Bosmans, 2007 — Algeria, Portogallo
4. Tapinocyba anceps Denis, 1948 — Francia
5. Tapinocyba barsica Kolosváry, 1934 — Ungheria
6. Tapinocyba bicarinata (Emerton, 1913) — USA
7. Tapinocyba bilacunata (L. Koch, 1881) — Germania
8. Tapinocyba biscissa (O. P.-Cambridge, 1872) — Regione paleartica
9. Tapinocyba cameroni Dupérré & Paquin, 2007 — Canada
10. Tapinocyba corsica (Simon, 1884) — Corsica
11. Tapinocyba dietrichi Crosby & Bishop, 1933 — USA
12. Tapinocyba discedens Denis, 1948 — Francia
13. Tapinocyba distincta (Banks, 1892) — USA
14. Tapinocyba emertoni Barrows & Ivie, 1942 — USA
15. Tapinocyba formosa Tanasevitch, 2011 — Taiwan
16. Tapinocyba gamma Chamberlin, 1948 — USA
17. Tapinocyba hortensis (Emerton, 1924) — USA
18. Tapinocyba insecta (L. Koch, 1869) — Regione paleartica
19. Tapinocyba kolymensis Eskov, 1989 — Russia, Cina
20. Tapinocyba latia Millidge, 1979 — Italia
21. Tapinocyba ligurica Thaler, 1976 — Italia, Francia
22. Tapinocyba lindrothi Hackman, 1954 — Canada
23. Tapinocyba lucana Millidge, 1979 — Italia
24. Tapinocyba maureri Thaler, 1991 — Svizzera, Italia
25. Tapinocyba minuta (Emerton, 1909) — USA, Canada
26. Tapinocyba mitis (O. P.-Cambridge, 1882) — Gran Bretagna, Spagna, Francia, Lettonia
27. Tapinocyba pallens (O. P.-Cambridge, 1872) — dall'Europa all'Armenia
28. Tapinocyba pontis Chamberlin, 1948 — USA
29. Tapinocyba praecox (O. P.-Cambridge, 1873)[1] — Europa
30. Tapinocyba prima Dupérré & Paquin, 2005 — USA, Canada
31. Tapinocyba silvicultrix Saito, 1980 — Giappone
32. Tapinocyba simplex (Emerton, 1882) — USA
33. Tapinocyba spoliatrix Tanasevitch, 1985 — Kirghizistan
34. Tapinocyba sucra Chamberlin, 1948 — USA
35. Tapinocyba suganamii Saito & Ono, 2001 — Giappone
36. Tapinocyba transsylvanica Kolosváry, 1934 — Transilvania (Romania)
37. Tapinocyba ventosa Millidge, 1979 — Francia
38. Tapinocyba vermontis Chamberlin, 1948 — USA

## Tapinocyboides
Tapinocyboides Wiehle, 1960
- Tapinocyboides bengalensis Tanasevitch, 2011 — India
- Tapinocyboides pygmaeus (Menge, 1869)[1] — Regione paleartica

## Tapinopa
Tapinopa Westring, 1851
- Tapinopa bilineata Banks, 1893 — USA
- Tapinopa disjugata Simon, 1884 — Regione paleartica
- Tapinopa gerede Saaristo, 1997 — Turchia
- Tapinopa guttata Komatsu, 1937 — Russia, Cina, Giappone
- Tapinopa hentzi Gertsch, 1951 — USA
- Tapinopa longidens (Wider, 1834)[1] — Regione paleartica
- Tapinopa vara Locket, 1982 — Malaysia

## Tapinotorquis
Tapinotorquis Dupérré & Paquin, 2007
- Tapinotorquis yamaskensis Dupérré & Paquin, 2007[1] — USA, Canada

## Taranucnus
Taranucnus Simon, 1884
- Taranucnus bihari Fage, 1931 — Europa orientale
- Taranucnus nishikii Yaginuma, 1972 — Giappone
- Taranucnus ornithes (Barrows, 1940) — USA
- Taranucnus setosus (O. P.-Cambridge, 1863)[1] — Regione paleartica

## Tarsiphantes
Tarsiphantes Strand, 1905
- Tarsiphantes latithorax Strand, 1905[1] — Russia, Canada, Groenlandia

## Tchatkalophantes
Tchatkalophantes Tanasevitch, 2011
- Tchatkalophantes baltistan Tanasevitch, 2011 — Pakistan
- Tchatkalophantes bonneti (Schenkel, 1963) — Cina
- Tchatkalophantes huangyuanensis (Zhu & Li, 1983) — Cina
- Tchatkalophantes hyperauritus (Loksa, 1965) — Mongolia
- Tchatkalophantes karatau Tanasevitch, 2001 — Kazakistan
- Tchatkalophantes kungei Tanasevitch, 2001 — Kirghizistan
- Tchatkalophantes mongolicus Tanasevitch, 2001 — Mongolia
- Tchatkalophantes rupeus (Tanasevitch, 1986) — Kazakistan
- Tchatkalophantes tarabaevi Tanasevitch, 2001 — Kazakistan
- Tchatkalophantes tchatkalensis (Tanasevitch, 1983)[1] — Asia Centrale

## Tennesseellum
Tennesseellum Petrunkevitch, 1925
- Tennesseellum formica (Emerton, 1882)[1] — USA, Canada, Alaska, Isole Marshall

## Tenuiphantes
Tenuiphantes Saaristo & Tanasevitch, 1996
1. Tenuiphantes aduncus (Zhu, Li & Sha, 1986) — Cina
2. Tenuiphantes aequalis (Tanasevitch, 1987) — Russia, Armenia
3. Tenuiphantes alacris (Blackwall, 1853) — Regione paleartica

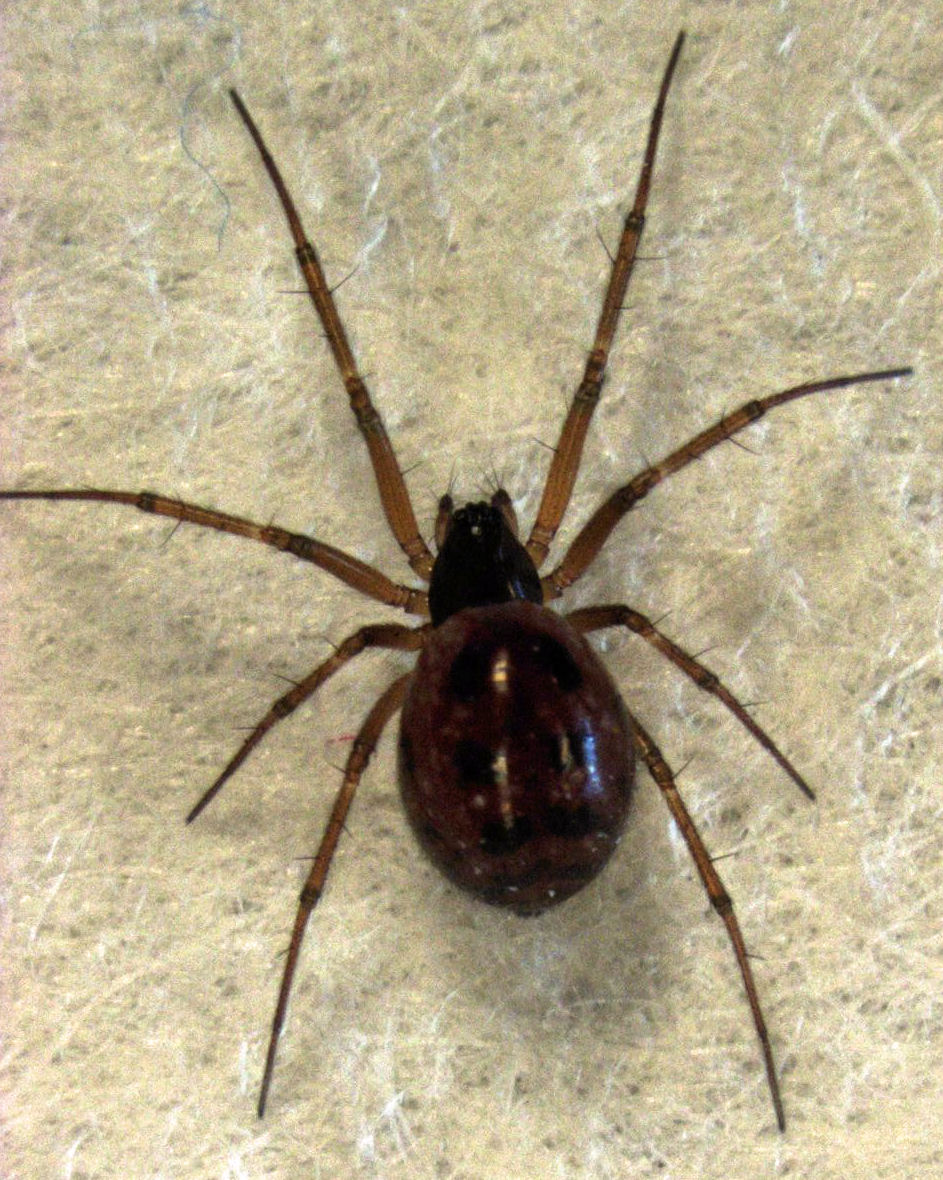
Tenuiphantes sp., probabilmente T. tenuis, femmina

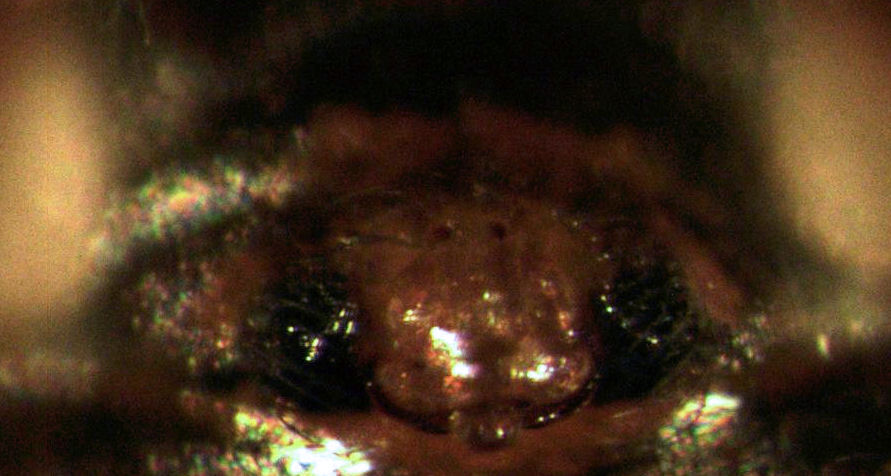
epigino di Tenuiphantes sp., probabilmente T. tenuis, femmina

4. Tenuiphantes altimontanus Tanasevitch & Saaristo, 2006 — Nepal
5. Tenuiphantes ancatus (Li & Zhu, 1989) — Cina
6. Tenuiphantes ateripes (Tanasevitch, 1988) — Russia
7. Tenuiphantes canariensis (Wunderlich, 1987) — Isole Canarie
8. Tenuiphantes contortus (Tanasevitch, 1986) — Russia, Georgia, Azerbaigian, Armenia
9. Tenuiphantes cracens (Zorsch, 1937) — America settentrionale
10. Tenuiphantes crassus Tanasevitch & Saaristo, 2006 — Nepal
11. Tenuiphantes cristatus (Menge, 1866) — Regione paleartica
12. Tenuiphantes drenskyi (van Helsdingen, 1977) — Bulgaria
13. Tenuiphantes flavipes (Blackwall, 1854) — Regione paleartica
14. Tenuiphantes floriana (van Helsdingen, 1977) — Romania
15. Tenuiphantes fogarasensis (Weiss, 1986) — Romania
16. Tenuiphantes fulvus (Wunderlich, 1987) — Isole Canarie
17. Tenuiphantes herbicola (Simon, 1884) — Francia, Corsica, Algeria
18. Tenuiphantes jacksoni (Schenkel, 1925) — Svizzera, Austria
19. Tenuiphantes jacksonoides (van Helsdingen, 1977) — Svizzera, Germania, Austria
20. Tenuiphantes leprosoides (Schmidt, 1975) — Isole Canarie
21. Tenuiphantes mengei (Kulczyński, 1887) — Regione paleartica
22. Tenuiphantes miguelensis (Wunderlich, 1992) — Isole Azzorre, Madeira
23. Tenuiphantes monachus (Simon, 1884) — Europa
24. Tenuiphantes morosus (Tanasevitch, 1987) — Russia, Georgia, Azerbaigian
25. Tenuiphantes nigriventris (L. Koch, 1879) — Regione olartica
26. Tenuiphantes perseus (van Helsdingen, 1977) — Iran
27. Tenuiphantes plumipes (Tanasevitch, 1987) — Nepal
28. Tenuiphantes retezaticus (Ruzicka, 1985) — Romania
29. Tenuiphantes sabulosus (Keyserling, 1886) — America settentrionale
30. Tenuiphantes spiniger (Simon, 1929) — Francia
31. Tenuiphantes stramencola (Scharff, 1990) — Tanzania
32. Tenuiphantes striatiscapus (Wunderlich, 1987) — Isole Canarie
33. Tenuiphantes suborientalis Tanasevitch, 2000 — Russia
34. Tenuiphantes teberdaensis Tanasevitch, 2010 — Russia
35. Tenuiphantes tenebricola (Wider, 1834) — Regione paleartica
36. Tenuiphantes tenebricoloides (Schenkel, 1938) — Madeira
37. Tenuiphantes tenuis (Blackwall, 1852)[1] — Europa, Africa settentrionale (altrove, introdotto)
38. Tenuiphantes wunderlichi (Saaristo & Tanasevitch, 1996) — Turchia
39. Tenuiphantes zebra (Emerton, 1882) — America settentrionale
40. Tenuiphantes zelatus (Zorsch, 1937) — America settentrionale
41. Tenuiphantes zibus (Zorsch, 1937) — America settentrionale
42. Tenuiphantes zimmermanni (Bertkau, 1890) — Europa, Russia

## Ternatus
Ternatus Sun, Li & Tu, 2012
- Ternatus malleatus Sun, Li & Tu, 2012[1] — Cina
- Ternatus siculus Sun, Li & Tu, 2012 — Cina

## Tessamoro
Tessamoro Eskov, 1993
- Tessamoro pallidus Eskov, 1993[1] — Russia asiatica

## Thainetes
Thainetes Millidge, 1995
- Thainetes tristis Millidge, 1995[1] — Thailandia

## Thaiphantes
Thaiphantes Millidge, 1995
- Thaiphantes milneri Millidge, 1995[1] — Thailandia
- Thaiphantes similis Millidge, 1995 — Thailandia

## Thaleria
Thaleria Tanasevitch, 1984
- Thaleria alnetorum Eskov & Marusik, 1992 — Russia
- Thaleria evenkiensis Eskov & Marusik, 1992 — Russia
- Thaleria leechi Eskov & Marusik, 1992 — Russia, Alaska
- Thaleria orientalis Tanasevitch, 1984[1] — Russia
- Thaleria sajanensis Eskov & Marusik, 1992 — Russia
- Thaleria sukatchevae Eskov & Marusik, 1992 — Russia

## Thapsagus
Thapsagus Simon, 1894
- Thapsagus pulcher Simon, 1894[1] — Madagascar

## Thaumatoncus
Thaumatoncus Simon, 1884
- Thaumatoncus indicator Simon, 1884[1] — Francia, Algeria, Tunisia
- Thaumatoncus secundus Bosmans, 2002 — Algeria

## Theoa
Theoa Saaristo, 1995
- Theoa tricaudata (Locket, 1982)[1] — Isole Seychelles, Malaysia

## Theonina
Theonina Simon, 1929
- Theonina cornix (Simon, 1881)[1] — Europa, Africa settentrionale, Russia
- Theonina kratochvili Miller & Weiss, 1979 — dall'Europa Centrale alla Russia
- Theonina linyphioides (Denis, 1937) — Algeria

## Thyreobaeus
Thyreobaeus Simon, 1889
- Thyreobaeus scutiger Simon, 1889[1] — Madagascar

## Thyreosthenius
Thyreosthenius Simon, 1884
- Thyreosthenius biovatus (O. P.-Cambridge, 1875)[1] — Regione paleartica
- Thyreosthenius parasiticus (Westring, 1851) — Regione olartica

## Tibiaster
Tibiaster Tanasevitch, 1987
- Tibiaster djanybekensis Tanasevitch, 1987[1] — Kazakistan
- Tibiaster wunderlichi Eskov, 1995 — Kazakistan

## Tibioploides
Tibioploides Saito & Ono, 1991
- Tibioploides arcuatus (Tullgren, 1955) — Scandinavia, Russia, Estonia
- Tibioploides cyclicus Sha & Zhu, 1995 — Cina
- Tibioploides eskovianus Eskov & Marusik, 2001 — Giappone
- Tibioploides kurenstchikovi Eskov & Marusik, 1991 — Russia
- Tibioploides monticola Saito & Ono, 2001 — Giappone
- Tibioploides pacificus Eskov & Marusik, 1991[1] — Russia
- Tibioploides stigmosus (Xia et al., 2001) — Cina

## Tibioplus
Tibioplus Chamberlin & Ivie, 1947
- Tibioplus diversus (L. Koch, 1879)[1] — Scandinavia, Russia, Mongolia, Alaska
- Tibioplus tachygynoides Tanasevitch, 1989 — Kirghizistan

## Tiso
Tiso Simon, 1884
- Tiso aestivus (L. Koch, 1872) — Regione olartica
- Tiso biceps Gao, Zhu & Gao, 1993 — Cina
- Tiso camillus Tanasevitch, 1990 — Azerbaigian
- Tiso golovatchi Tanasevitch, 2006 — Russia
- Tiso incisus Tanasevitch, 2011 — India, Pakistan
- Tiso indianus Tanasevitch, 2011 — India
- Tiso megalops Caporiacco, 1935 — Karakorum
- Tiso strandi Kolosváry, 1934 — Ungheria
- Tiso vagans (Blackwall, 1834)[1] — Europa, Russia

## Tmeticides
Tmeticides Strand, 1907
- Tmeticides araneiformis Strand, 1907[1] — Madagascar

## Tmeticodes
Tmeticodes Ono, 2010
- Tmeticodes gibbifer Ono, 2010[1] — Giappone

## Tmeticus
Tmeticus Menge, 1868
- Tmeticus affinis (Blackwall, 1855)[1] — Regione paleartica
- Tmeticus neserigonoides Saito & Ono, 2001 — Giappone
- Tmeticus nigerrimus Saito & Ono, 2001 — Giappone
- Tmeticus nigriceps (Kulczyński, 1916) — Norvegia, Russia
- Tmeticus ornatus (Emerton, 1914) — USA
- Tmeticus tolli Kulczynski, 1908 — Russia
- Tmeticus vulcanicus Saito & Ono, 2001 — Giappone

## Tojinium
Tojinium Saito & Ono, 2001
- Tojinium japonicum Saito & Ono, 2001[1] — Giappone

## Toltecaria
Toltecaria Miller, 2007
- Toltecaria antricola (Millidge, 1984)[1] — Messico

## Tomohyphantes
Tomohyphantes Millidge, 1995
- Tomohyphantes niger Millidge, 1995[1] — Krakatoa
- Tomohyphantes opacus Millidge, 1995 — Krakatoa

## Toschia
Toschia Caporiacco, 1949
- Toschia aberdarensis Holm, 1962 — Kenya
- Toschia casta Jocqué & Scharff, 1986 — Tanzania
- Toschia celans Gao, Xing & Zhu, 1996 — Cina
- Toschia concolor Caporiacco, 1949 — Kenya
- Toschia cypericola Jocqué, 1981 — Malawi
- Toschia minuta Jocqué, 1984 — Sudafrica
- Toschia picta Caporiacco, 1949[1] — Congo, Kenya
- Toschia spinosa Holm, 1968 — Congo
- Toschia telekii Holm, 1962 — Kenya
- Toschia virgo Jocqué & Scharff, 1986 — Tanzania

## Totua
Totua Keyserling, 1891
- Totua gracilipes Keyserling, 1891[1] — Brasile

## Trachyneta
Trachyneta Holm, 1968
- Trachyneta extensa Holm, 1968[1] — Congo
- Trachyneta jocquei Merrett, 2004 — Malawi

## Traematosisis
Traematosisis Bishop & Crosby, 1938
- Traematosisis bispinosus (Emerton, 1911)[1] — USA

## Trematocephalus
Trematocephalus Dahl, 1886

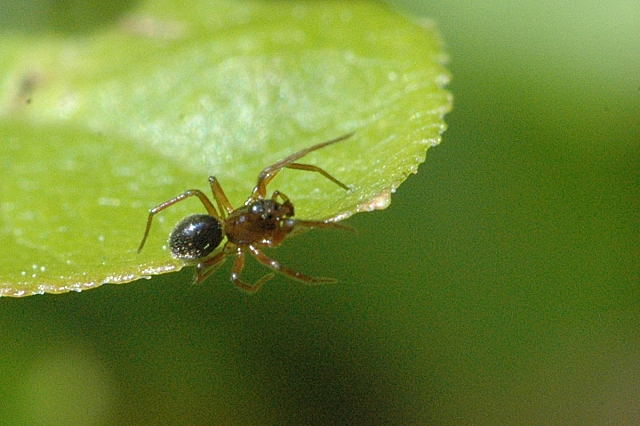
Trematocephalus cristatus, maschio

- Trematocephalus cristatus (Wider, 1834)[1] — Regione paleartica
- Trematocephalus obscurus Denis, 1950 — Francia
- Trematocephalus simplex Simon, 1894 — Sri Lanka
- Trematocephalus tripunctatus Simon, 1894 — Sri Lanka

## Trichobactrus
Trichobactrus Wunderlich, 1995
- Trichobactrus brevispinosus Wunderlich, 1995[1] — Mongolia

## Trichoncoides
Trichoncoides Denis, 1950
- Trichoncoides pilosus Denis, 1950 — Francia
- Trichoncoides piscator (Simon, 1884)[1] — Regione paleartica
- Trichoncoides striganovae Tanasevitch & Piterkina, 2012[2] — Kazakistan

## Trichoncus
Trichoncus Simon, 1884
1. Trichoncus affinis Kulczyński, 1894 — Regione paleartica
2. Trichoncus ambrosii Wunderlich, 2011 — Svizzera, Italia
3. Trichoncus aurantiipes Simon, 1884 — Marocco, Algeria, Tunisia
4. Trichoncus auritus (L. Koch, 1869) — Europa, Russia
5. Trichoncus gibbulus Denis, 1944 — Francia
6. Trichoncus hackmani Millidge, 1955 — Europa settentrionale e centrale
7. Trichoncus helveticus Denis, 1965 — Svizzera, Francia
8. Trichoncus hirtus Denis, 1965 — Corsica
9. Trichoncus hispidosus Tanasevitch, 1990 — Russia
10. Trichoncus hyperboreus Eskov, 1992 — Russia
11. Trichoncus kenyensis Thaler, 1974 — Kenya
12. Trichoncus lanatus Tanasevitch, 1987 — Georgia
13. Trichoncus maculatus Fei, Gao & Zhu, 1997 — Cina
14. Trichoncus monticola Denis, 1965 — Spagna
15. Trichoncus nairobi Russell-Smith & Jocqué, 1986 — Kenya
16. Trichoncus orientalis Eskov, 1992 — Russia
17. Trichoncus patrizii Caporiacco, 1953 — Italia
18. Trichoncus pinguis Simon, 1926 — Spagna
19. Trichoncus saxicola (O. P.-Cambridge, 1861) — Europa, Russia
20. Trichoncus scrofa Simon, 1884[1] — Francia, Isola di Maiorca, Italia
21. Trichoncus similipes Denis, 1965 — Portogallo
22. Trichoncus sordidus Simon, 1884 — Europa
23. Trichoncus steppensis Eskov, 1995 — Kazakistan
24. Trichoncus trifidus Denis, 1965 — Portogallo
25. Trichoncus uncinatus Denis, 1965 — Algeria
26. Trichoncus varipes Denis, 1965 — Europa
27. Trichoncus vasconicus Denis, 1944 — Regione paleartica
28. Trichoncus villius Tanasevitch & Piterkina, 2007 — Kazakistan

## Trichoncyboides
Trichoncyboides Wunderlich, 2008
- Trichoncyboides simoni (Lessert, 1904)[1] — Austria, Germania, Svizzera, Repubblica Ceca

## Trichopterna
Trichopterna Kulczyński, 1894
- Trichopterna cito (O. P.-Cambridge, 1872)[1] — Regione paleartica
- Trichopterna cucurbitina (Simon, 1881) — Francia, Portogallo
- Trichopterna grummi Tanasevitch, 1989 — Asia Centrale
- Trichopterna krueperi (Simon, 1884) — Grecia
- Trichopterna loricata Denis, 1962 — Tanzania
- Trichopterna lucasi (O. P.-Cambridge, 1875) — Algeria
- Trichopterna macrophthalma Denis, 1962 — Tanzania
- Trichopterna rotundiceps Denis, 1962 — Tanzania
- Trichopterna seculifera Denis, 1962 — Tanzania

## Trichopternoides
Trichopternoides Wunderlich, 2008
- Trichopternoides thorelli (Westring, 1861)[1] — Regione paleartica

## Triplogyna
Triplogyna Millidge, 1991
- Triplogyna ignitula (Keyserling, 1886) — Brasile
- Triplogyna major Millidge, 1991[1] — Colombia

## Troglohyphantes
Troglohyphantes Joseph, 1881
1. Troglohyphantes adjaricus Tanasevitch, 1987 — Georgia
2. Troglohyphantes affinis (Kulczyński, 1914) — Croazia, Bosnia-Erzegovina
3. Troglohyphantes affirmatus (Simon, 1913) — Spagna
4. Troglohyphantes albicaudatus Bosmans, 2006[3] — Algeria
5. Troglohyphantes albopictus Pesarini, 1989 — Italia
6. Troglohyphantes aldae Pesarini, 2001 — Italia
7. Troglohyphantes alluaudi Fage, 1919 — Spagna
8. Troglohyphantes balazuci Dresco, 1956 — Francia
9. Troglohyphantes birsteini Charitonov, 1947 — Russia, Georgia
10. Troglohyphantes bolivarorum Machado, 1939 — Spagna
11. Troglohyphantes bolognai Brignoli, 1975 — Italia
12. Troglohyphantes bonzanoi Brignoli, 1979 — Italia
13. Troglohyphantes bornensis Isaia & Pantini, 2008 — Italia
14. Troglohyphantes boudewijni Deeleman-Reinhold, 1974[4] — Montenegro
15. Troglohyphantes brevipes Deeleman-Reinhold, 1978 — Bosnia-Erzegovina
16. Troglohyphantes brignolii Deeleman-Reinhold, 1978 — Italia, Croazia
17. Troglohyphantes bureschianus Deltshev, 1975 — Bulgaria
18. Troglohyphantes caecus Fage, 1919 — Francia
19. Troglohyphantes caligatus Pesarini, 1989 — Svizzera, Italia
20. Troglohyphantes cantabricus (Simon, 1911)[5] — Spagna
21. Troglohyphantes caporiaccoi Brignoli, 1971 — Italia
22. Troglohyphantes cavadinii Pesarini, 1989 — Italia
23. Troglohyphantes cerberus (Simon, 1884) — Francia
24. Troglohyphantes charitonovi Tanasevitch, 1987 — Russia
25. Troglohyphantes cirtensis (Simon, 1910) — Algeria
26. Troglohyphantes comottii Pesarini, 1989 — Italia
27. Troglohyphantes confusus Kratochvíl, 1939 — Europa orientale
28. Troglohyphantes croaticus (Chyzer, 1894) — Europa orientale
29. Troglohyphantes cruentus Brignoli, 1971 — Slovenia
30. Troglohyphantes dalmaticus (Kulczynski, 1914)[4] — Croazia, Macedonia
31. Troglohyphantes deelemanae Tanasevitch, 1987 — Georgia
32. Troglohyphantes dekkingae Deeleman-Reinhold, 1978[6] — Bosnia-Erzegovina
  - Troglohyphantes dekkingae pauciaculeatus Deeleman-Reinhold, 1978[6] — Bosnia-Erzegovina
33. Troglohyphantes diabolicus Deeleman-Reinhold, 1978 — Slovenia
34. Troglohyphantes dinaricus (Kratochvíl, 1948)[6] — Croazia
35. Troglohyphantes diurnus Kratochvíl, 1932 — Austria, Slovenia, Croazia
36. Troglohyphantes dominici Pesarini, 1988 — Italia
37. Troglohyphantes draconis Deeleman-Reinhold, 1978 — Macedonia
38. Troglohyphantes drenskii Deltshev, 1973 — Bulgaria
39. Troglohyphantes excavatus Fage, 1919 — Italia, Austria, Europa orientale
40. Troglohyphantes exul Thaler, 1987 — Italia
41. Troglohyphantes fagei Roewer, 1931 — Germania, Austria, Italia
42. Troglohyphantes fallax Deeleman-Reinhold, 1978 — Bosnia-Erzegovina
43. Troglohyphantes fatalis Pesarini, 1988 — Italia
44. Troglohyphantes fugax (Kulczynski, 1914) — Bosnia-Erzegovina
45. Troglohyphantes furcifer (Simon, 1884) — Spagna
46. Troglohyphantes gamsi Deeleman-Reinhold, 1978 — Slovenia
47. Troglohyphantes gestroi Fage, 1933 — Italia
48. Troglohyphantes giromettai (Kulczynski, 1914)[6] — Croazia
49. Troglohyphantes gladius Wunderlich, 1995 — Turchia
50. Troglohyphantes gracilis Fage, 1919 — Slovenia
51. Troglohyphantes gregori (Miller, 1947) — Repubblica Ceca
52. Troglohyphantes hadzii Kratochvíl, 1934[4] — Bosnia-Erzegovina
53. Troglohyphantes helsdingeni Deeleman-Reinhold, 1978 — Austria, Slovenia
54. Troglohyphantes henroti Dresco, 1956 — Francia
55. Troglohyphantes herculanus (Kulczynski, 1894) — Europa orientale
56. Troglohyphantes inermis Deeleman-Reinhold, 1978 — Macedonia
57. Troglohyphantes iulianae Brignoli, 1971 — Italia
58. Troglohyphantes jamatus Roewer, 1931 — Slovenia
59. Troglohyphantes jeanneli Dumitrescu & Georgescu, 1970 — Romania
60. Troglohyphantes juris Thaler, 1982 — Italia
61. Troglohyphantes karawankorum Deeleman-Reinhold, 1978 — Austria, Slovenia
62. Troglohyphantes karolianus Topçu, Türkes & Seyyar, 2008 — Turchia
63. Troglohyphantes konradi Brignoli, 1975 — Italia
64. Troglohyphantes kordunlikanus Deeleman-Reinhold, 1978 — Croazia
65. Troglohyphantes kratochvili Drensky, 1935 — Macedonia
66. Troglohyphantes labrada Wunderlich, 2012 — isole Canarie
67. Troglohyphantes lakatnikensis Drensky, 1931 — Bulgaria
68. Troglohyphantes lanai Isaia & Pantini, 2010 — Italia
69. Troglohyphantes latzeli Thaler, 1986 — Austria
70. Troglohyphantes lesserti Kratochvíl, 1935 — Penisola balcanica
71. Troglohyphantes lessinensis Caporiacco, 1936 — Italia
72. Troglohyphantes liburnicus Caporiacco, 1927 — Penisola balcanica
73. Troglohyphantes lucifuga (Simon, 1884) — Europa
74. Troglohyphantes marqueti (Simon, 1884)[7] — Francia
  - Troglohyphantes marqueti pauciaculeatus Simon, 1929[8] — Francia
75. Troglohyphantes microcymbium Pesarini, 2001 — Italia
76. Troglohyphantes milleri (Kratochvíl, 1948)[6] — Bosnia-Erzegovina
77. Troglohyphantes montanus Absolon & Kratochvíl, 1932 — Bosnia-Erzegovina
78. Troglohyphantes nigraerosae Brignoli, 1971 — Italia
79. Troglohyphantes noricus (Thaler & Polenec, 1974) — Germania, Austria
80. Troglohyphantes novicordis Thaler, 1978 — Austria
81. Troglohyphantes numidus (Simon, 1911) — Algeria
82. Troglohyphantes nyctalops Simon, 1911 — Spagna
83. Troglohyphantes orghidani Dumitrescu & Georgescu, 1977 — Romania
84. Troglohyphantes oromii (Ribera & Blasco, 1986) — Isole Canarie
85. Troglohyphantes orpheus (Simon, 1884) — Francia
86. Troglohyphantes paulusi Thaler, 2002 — Iran
87. Troglohyphantes pavesii Pesarini, 1988 — Italia
88. Troglohyphantes pedemontanus (Gozo, 1908) — Italia
89. Troglohyphantes phragmitis (Simon, 1884) — Francia
90. Troglohyphantes pisidicus Brignoli, 1971 — Turchia
91. Troglohyphantes pluto Caporiacco, 1938 — Italia
92. Troglohyphantes poleneci Wiehle, 1964 — Italia, Slovenia
93. Troglohyphantes polyophthalmus Joseph, 1881[1] — Slovenia
94. Troglohyphantes pretneri Deeleman-Reinhold, 1978 — Montenegro
95. Troglohyphantes pugnax Deeleman-Reinhold, 1978 — Bosnia-Erzegovina
96. Troglohyphantes pumilio Denis, 1959 — Francia
97. Troglohyphantes pyrenaeus Simon, 1907 — Francia
98. Troglohyphantes racovitzai Dumitrescu & Georgescu, 1970 — Romania
99. Troglohyphantes regalini Pesarini, 1989 — Italia
100. Troglohyphantes roberti Deeleman-Reinhold, 1978 — Croazia
  - Troglohyphantes roberti dalmatensis Deeleman-Reinhold, 1978 — Croazia
101. Troglohyphantes ruffoi Caporiacco, 1936 — Italia
102. Troglohyphantes salax (Kulczynski, 1914) — Bosnia-Erzegovina
103. Troglohyphantes saouaf Bosmans, 2006 — Algeria, Tunisia
104. Troglohyphantes sarae Pesarini, 2011 — Italia
105. Troglohyphantes sbordonii Brignoli, 1975 — Austria, Italia, Slovenia
106. Troglohyphantes schenkeli (Miller, 1937) — Slovacchia
107. Troglohyphantes sciakyi Pesarini, 1989 — Italia
108. Troglohyphantes scientificus Deeleman-Reinhold, 1978 — Italia, Slovenia
109. Troglohyphantes similis Fage, 1919 — Slovenia
110. Troglohyphantes simoni Fage, 1919 — Francia
111. Troglohyphantes sketi Deeleman-Reinhold, 1978 — Slovenia
112. Troglohyphantes solitarius Fage, 1919 — Francia
113. Troglohyphantes sordellii (Pavesi, 1875) — Svizzera, Italia
114. Troglohyphantes spatulifer Pesarini, 2001 — Italia
115. Troglohyphantes spinipes Fage, 1919 — Slovenia
116. Troglohyphantes strandi Absolon & Kratochvíl, 1932 — Croazia
117. Troglohyphantes subalpinus Thaler, 1967 — Germania, Austria
118. Troglohyphantes svilajensis (Kratochvíl, 1948)[6] — Croazia
  - Troglohyphantes svilajensis bosnicus (Kratochvíl, 1948)[6] — Bosnia-Erzegovina
  - Troglohyphantes svilajensis noctiphilus (Kratochvíl, 1948)[6] — Croazia
119. Troglohyphantes tauriscus Thaler, 1982 — Austria
120. Troglohyphantes thaleri Miller & Polenec, 1975 — Austria, Slovenia
121. Troglohyphantes trispinosus Miller & Polenec, 1975 — Slovenia
122. Troglohyphantes troglodytes (Kulczynski, 1914)[4] — Bosnia-Erzegovina
123. Troglohyphantes typhlonetiformis Absolon & Kratochvíl, 1932 — Austria, Slovenia
124. Troglohyphantes vicinus Miller & Polenec, 1975 — Slovenia
125. Troglohyphantes vignai Brignoli, 1971 — Italia
126. Troglohyphantes wiebesi Deeleman-Reinhold, 1978 — Bosnia-Erzegovina
127. Troglohyphantes wiehlei Miller & Polenec, 1975 — Austria, Europa orientale
128. Troglohyphantes zanoni Pesarini, 1988 — Italia

## Troxochrota
Troxochrota Kulczyński, 1894
- Troxochrota kashmirica (Caporiacco, 1935) — Kashmir
- Troxochrota scabra Kulczyński, 1894[1] — Europa, Russia

## Troxochrus
Troxochrus Simon, 1884
- Troxochrus apertus Tanasevitch, 2011 — Grecia, Turchia
- Troxochrus cirrifrons (O. P.-Cambridge, 1871) — Europa
- Troxochrus laevithorax Miller, 1970 — Angola
- Troxochrus rugulosus (Westring, 1851) — Svezia
- Troxochrus scabriculus (Westring, 1851)[1] — Regione paleartica

## Tubercithorax
Tubercithorax Eskov, 1988
- Tubercithorax furcifer Eskov, 1988[1] — Russia
- Tubercithorax subarcticus (Tanasevitch, 1984) — Russia

## Tunagyna
Tunagyna Chamberlin & Ivie, 1933
- Tunagyna debilis (Banks, 1892)[1] — Russia, Alaska, Canada, USA

## Turbinellina
Turbinellina Millidge, 1993
- Turbinellina nigra (Millidge, 1991)[1] — Cile, Argentina

## Turinyphia
Turinyphia van Helsdingen, 1982
- Turinyphia cavernicola Wunderlich, 2008 — Azzorre
- Turinyphia clairi (Simon, 1884)[1] — Europa meridionale
- Turinyphia maderiana (Schenkel, 1938) — Madeira
- Turinyphia yunohamensis (Bösenberg & Strand, 1906) — Cina, Corea, Giappone

## Tusukuru
Tusukuru Eskov, 1993
- Tusukuru hartlandianus (Emerton, 1913) — USA
- Tusukuru tamburinus Eskov, 1993[1] — Russia

## Tutaibo
Tutaibo Chamberlin, 1916
- Tutaibo anglicanus (Hentz, 1850) — USA
- Tutaibo debilipes Chamberlin, 1916[1] — Perù
- Tutaibo formosus Millidge, 1991 — Perù
- Tutaibo fucosus (Keyserling, 1891) — Brasile
- Tutaibo niger (O. P.-Cambridge, 1882) — Brasile
- Tutaibo phoeniceus (O. P.-Cambridge, 1894) — Messico, Guatemala
- Tutaibo pullus Millidge, 1991 — Colombia
- Tutaibo rubescens Millidge, 1991 — Colombia
- Tutaibo rusticellus (Keyserling, 1891) — Brasile
- Tutaibo velox (Keyserling, 1886) — Brasile

## Tybaertiella
Tybaertiella Jocqué, 1979
- Tybaertiella convexa (Holm, 1962) — Africa occidentale, centrale e orientale
- Tybaertiella krugeri Simon, 1894) — Africa
- Tybaertiella peniculifera Jocqué, 1979[1] — Costa d'Avorio, Nigeria, Etiopia

## Typhistes
Typhistes Simon, 1894
- Typhistes antilope Simon, 1894 — Sri Lanka
- Typhistes comatus Simon, 1894[1] — Sri Lanka
- Typhistes elephas Berland, 1922 — Etiopia
- Typhistes gloriosus Jocqué, 1984 — Sudafrica

## Typhlonyphia
Typhlonyphia Kratochvíl, 1936
- Typhlonyphia reimoseri Kratochvíl, 1936[1] — Europa orientale
  - Typhlonyphia reimoseri meridionalis Kratochvíl, 1978 — Croazia

## Typhochrestinus
Typhochrestinus Eskov, 1990
- Typhochrestinus titulifer Eskov, 1990[1] — Russia asiatica

## Typhochrestoides
Typhochrestoides Eskov, 1990
- Typhochrestoides baikalensis Eskov, 1990[1] — Russia asiatica

## Typhochrestus
Typhochrestus Simon, 1884
1. Typhochrestus acoreensis Wunderlich, 1992 — Isole Azzorre
2. Typhochrestus alticola Denis, 1953 — Francia
3. Typhochrestus berniae Bosmans, 2008 — Spagna
4. Typhochrestus bifurcatus Simon, 1884 — Spagna, Algeria
5. Typhochrestus bogarti Bosmans, 1990 — Marocco
6. Typhochrestus brucei Tullgren, 1955 — Svezia
7. Typhochrestus chiosensis Wunderlich, 1995 — Grecia
8. Typhochrestus curvicervix (Denis, 1964) — Tunisia
9. Typhochrestus cyrenanius Denis, 1964 — Libia
10. Typhochrestus digitatus (O. P.-Cambridge, 1872)[1] — Regione paleartica
11. Typhochrestus djellalensis Bosmans & Bouragba, 1992 — Algeria
12. Typhochrestus dubius Denis, 1949 — Francia
13. Typhochrestus epidaurensis Wunderlich, 1995 — Grecia
14. Typhochrestus fortunatus Thaler, 1984 — Isole Canarie
15. Typhochrestus hesperius Thaler, 1984 — Isole Canarie
16. Typhochrestus ikarianus Tanasevitch, 2011 — Grecia
17. Typhochrestus inflatus Thaler, 1980 — dalla Svizzera all'Asia Centrale
18. Typhochrestus longisulcus Gnelitsa, 2006 — Ucraina
19. Typhochrestus mauretanicus Bosmans, 1990 — Marocco, Algeria
20. Typhochrestus montanus Wunderlich, 1987 — Isole Canarie
21. Typhochrestus numidicus Bosmans, 1990 — Algeria
22. Typhochrestus paradorensis Wunderlich, 1987 — Isole Canarie
23. Typhochrestus pygmaeus (Sørensen, 1898) — Canada, Groenlandia
24. Typhochrestus sardus Bosmans, 2008 — Sardegna
25. Typhochrestus simoni Lessert, 1907 — Europa
26. Typhochrestus sireti Bosmans, 2008 — Spagna
27. Typhochrestus spatulatus Bosmans, 1990 — Algeria
28. Typhochrestus splendidus Bosmans, 1990 — Algeria
29. Typhochrestus sylviae Hauge, 1968 — Norvegia
30. Typhochrestus uintanus (Chamberlin & Ivie, 1939) — USA
31. Typhochrestus ultimus Bosmans, 1990 — Algeria
32. Typhochrestus virilis Bosmans, 1990 — Algeria

## Uahuka
Uahuka Berland, 1935
- Uahuka affinis Berland, 1935 — isole Marchesi (Polinesia francese)
- Uahuka spinifrons Berland, 1935[1] — isole Marchesi

## Uapou
Uapou Berland, 1935
- Uapou maculata Berland, 1935[1] — isole Marchesi (Polinesia francese)

## Ulugurella
Ulugurella Jocqué & Scharff, 1986
- Ulugurella longimana Jocqué & Scharff, 1986[1] — Tanzania

## Ummeliata
Ummeliata Strand, 1942

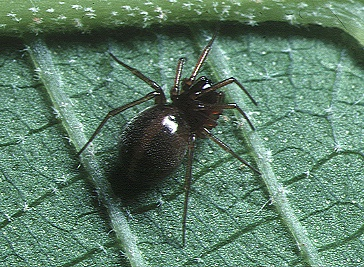
Ummeliata insecticeps, femmina

- Ummeliata angulituberis (Oi, 1960) — Russia, Corea, Giappone
- Ummeliata erigonoides (Oi, 1960) — Giappone
- Ummeliata feminea (Bösenberg & Strand, 1906) — Russia, Cina, Corea, Giappone
- Ummeliata insecticeps (Bösenberg & Strand, 1906)[1] — dalla Russia al Vietnam, Taiwan, Giappone
- Ummeliata onoi Saito, 1993 — Giappone
- Ummeliata osakaensis (Oi, 1960) — Russia, Giappone
- Ummeliata saitoi Matsuda & Ono, 2001 — Giappone
- Ummeliata sibirica (Eskov, 1980) — Russia

## Uralophantes
Uralophantes Esyunin, 1992
- Uralophantes troitskensis Esyunin, 1992[1] — Russia

## Ussurigone
Ussurigone Eskov, 1993
- Ussurigone melanocephala Eskov, 1993[1] — Russia asiatica

## Uusitaloia
Uusitaloia Marusik, Koponen & Danilov, 2001
- Uusitaloia transbaicalica Marusik, Koponen & Danilov, 2001[1] — Russia asiatica
- Uusitaloia wrangeliana Marusik & Koponen, 2009 — Russia asiatica

## Vagiphantes
Vagiphantes Saaristo & Tanasevitch, 2004
- Vagiphantes vaginatus (Tanasevitch, 1983)[1] — Asia centrale (Uzbekistan, Kirghizistan)

## Venia
Venia Seyfulina & Jocqué, 2009
- Venia kakamega Seyfulina & Jocqué, 2009[1] - Kenya

## Vermontia
Vermontia Millidge, 1984
- Vermontia thoracica (Emerton, 1913)[1] — USA, Canada, Russia

## Vesicapalpus
Vesicapalpus Millidge, 1991
- Vesicapalpus serranus Rodrigues & Ott, 2006 — Brasile
- Vesicapalpus simplex Millidge, 1991[1] — Brasile, Argentina

## Viktorium
Viktorium Eskov, 1988
- Viktorium putoranicum Eskov, 1988[1] — Russia (Siberia)

## Wabasso
Wabasso Millidge, 1984
- Wabasso cacuminatus Millidge, 1984 — Russia, Canada, USA
- Wabasso hilairoides Eskov, 1988 — Russia
- Wabasso koponeni Tanasevitch, 2006 — Russia
- Wabasso millidgei Eskov, 1988 — Russia
- Wabasso quaestio (Chamberlin, 1948)[1] — Canada, Groenlandia
- Wabasso replicatus (Holm, 1950) — dalla Scozia alla Russia
- Wabasso saaristoi Tanasevitch, 2006 — Russia
- Wabasso tungusicus Eskov, 1988 — Russia

## Walckenaeria
Walckenaeria Blackwall, 1833
1. Walckenaeria abantensis Wunderlich, 1995 — Turchia

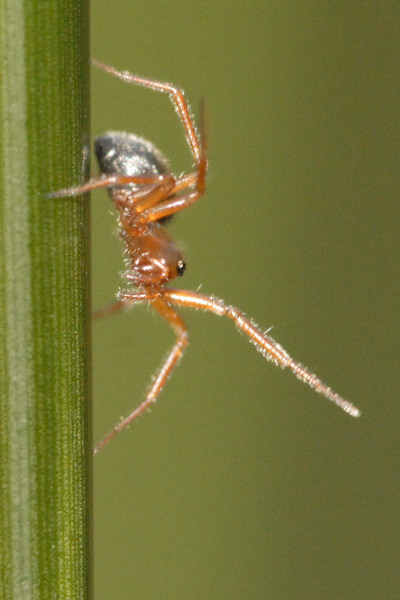
Walckenaeria acuminata

2. Walckenaeria aberdarensis (Holm, 1962) — Kenya
3. Walckenaeria acuminata Blackwall, 1833[1] — Regione paleartica
4. Walckenaeria aenea Millidge, 1983 — Messico
5. Walckenaeria afur Thaler, 1984 — Isole Canarie
6. Walckenaeria aksoyi Seyyar, Demir & Türkes, 2008 — Turchia
7. Walckenaeria alba Wunderlich, 1987 — Isole Canarie
8. Walckenaeria allopatriae Jocqué & Scharff, 1986 — Tanzania
9. Walckenaeria alticeps (Denis, 1952) — Europa
10. Walckenaeria anceps Millidge, 1983[9] — Canada
11. Walckenaeria angelica Millidge, 1979 — Italia
12. Walckenaeria angustifrons (Simon, 1884) — Francia
13. Walckenaeria antica (Wider, 1834) — Regione paleartica
14. Walckenaeria aprilis Millidge, 1983 — USA
15. Walckenaeria arcana Millidge, 1983 — Messico
16. Walckenaeria arctica Millidge, 1983 — USA, Canada
17. Walckenaeria asymmetrica Song & Li, 2011 — Cina
18. Walckenaeria atrotibialis (O. P.-Cambridge, 1878) — Regione olartica
19. Walckenaeria auranticeps (Emerton, 1882) — Russia, Canada, USA
20. Walckenaeria aurata Millidge, 1983 — Messico
21. Walckenaeria baborensis Bosmans, 1993 — Algeria
22. Walckenaeria basarukini Eskov & Marusik, 1994 — Russia
23. Walckenaeria bifasciculata Tanasevitch, 1987 — Azerbaigian, Armenia
24. Walckenaeria bifida Millidge, 1983 — USA
25. Walckenaeria blanda Millidge, 1983 — USA
26. Walckenaeria breviaria (Crosby & Bishop, 1931) — USA
27. Walckenaeria brevicornis (Emerton, 1882) — USA
28. Walckenaeria brucei (Tullgren, 1955)[10]— Svezia
29. Walckenaeria camposi Wunderlich, 1992 — Isole Canarie
30. Walckenaeria caobangensis Tu & Li, 2004 — Vietnam
31. Walckenaeria capito (Westring, 1861) — Regione olartica
32. Walckenaeria carolina Millidge, 1983 — USA
33. Walckenaeria castanea (Emerton, 1882) — USA, Canada
34. Walckenaeria cavernicola Wunderlich, 1992 — Isole Canarie
35. Walckenaeria chikunii Saito & Ono, 2001 — Giappone
36. Walckenaeria chiyokoae Saito, 1988 — Giappone
37. Walckenaeria christae Wunderlich, 1995 — Grecia
38. Walckenaeria cirriceps Thaler, 1996 — Grecia
39. Walckenaeria clavicornis (Emerton, 1882) — Regione olartica
40. Walckenaeria claviloba Wunderlich, 1995 — Creta
41. Walckenaeria clavipalpis Millidge, 1983 — USA, Canada
42. Walckenaeria cognata Holm, 1984 — Tanzania
43. Walckenaeria columbia Millidge, 1983 — USA, Canada
44. Walckenaeria communis (Emerton, 1882) — USA, Canada, Alaska
45. Walckenaeria coniceps Thaler, 1996 — Grecia
46. Walckenaeria coreana (Paik, 1983) — Corea
47. Walckenaeria corniculans (O. P.-Cambridge, 1875) — Europa, Africa settentrionale
48. Walckenaeria cornuella (Chamberlin & Ivie, 1939) — USA, Canada
49. Walckenaeria cretaensis Wunderlich, 1995 — Creta
50. Walckenaeria crocata (Simon, 1884) — Algeria
51. Walckenaeria crocea Millidge, 1983 — Messico
52. Walckenaeria crosbyi (Fage, 1938) — Costa Rica
53. Walckenaeria cucullata (C. L. Koch, 1836) — Regione paleartica
54. Walckenaeria cuspidata Blackwall, 1833 — Regione paleartica
  - Walckenaeria cuspidata brevicula (Crosby & Bishop, 1931) — USA, Canada, Alaska, Groenlandia
  - Walckenaeria cuspidata obsoleta Chyzer & Kulczynski, 1894 — Ungheria
55. Walckenaeria cyprusensis Wunderlich, 1995 — Cipro
56. Walckenaeria dahaituoensis Song & Li, 2011 — Cina
57. Walckenaeria dalmasi (Simon, 1914) — Francia
58. Walckenaeria denisi Thaler, 1984 — Isole Canarie
59. Walckenaeria digitata (Emerton, 1913) — USA, Canada
60. Walckenaeria directa (O. P.-Cambridge, 1874) — USA, Canada, Alaska
61. Walckenaeria discolor Millidge, 1983 — Messico
62. Walckenaeria dixiana (Chamberlin & Ivie, 1944) — USA
63. Walckenaeria dondalei Millidge, 1983 — Canada
64. Walckenaeria dulciacensis (Denis, 1949) — Francia
65. Walckenaeria dysderoides (Wider, 1834) — Regione paleartica
66. Walckenaeria elgonensis Holm, 1984 — Kenya, Uganda
67. Walckenaeria emarginata Millidge, 1983 — USA
68. Walckenaeria erythrina (Simon, 1884) — Corsica, Marocco, Algeria, Tunisia
69. Walckenaeria exigua Millidge, 1983 — USA, Canada
70. Walckenaeria extraterrestris Bosmans, 1993 — Algeria, Grecia
71. Walckenaeria faceta Millidge, 1983 — Messico
72. Walckenaeria fallax Millidge, 1983 — Canada
73. Walckenaeria ferruginea Seo, 1991 — Cina, Corea
74. Walckenaeria floridiana Millidge, 1983 — USA
75. Walckenaeria fraudatrix Millidge, 1983 — Russia, Mongolia, Alaska, Canada
76. Walckenaeria furcillata (Menge, 1869) — Regione paleartica
77. Walckenaeria fusca Rosca, 1935 — Romania, Ucraina
78. Walckenaeria fusciceps Millidge, 1983 — Canada
79. Walckenaeria fuscocephala Wunderlich, 1987 — Isole Canarie
80. Walckenaeria gertschi Millidge, 1983 — Messico
81. Walckenaeria gologolensis Scharff, 1990 — Tanzania
82. Walckenaeria golovatchi Eskov & Marusik, 1994 — Russia
83. Walckenaeria gomerensis Wunderlich, 1987 — Isole Canarie
84. Walckenaeria grancanariensis Wunderlich, 2011 — Isole Canarie
85. Walckenaeria grandis (Wunderlich, 1992) — Isole Azzorre
86. Walckenaeria hamus Wunderlich, 1995 — Creta
87. Walckenaeria heimbergi Bosmans, 2007 — Marocco
88. Walckenaeria helenae Millidge, 1983 — USA
89. Walckenaeria hierropalma Wunderlich, 1987 — Isole Canarie
90. Walckenaeria ichifusaensis Saito & Ono, 2001 — Giappone
91. Walckenaeria incisa (O. P.-Cambridge, 1871) — Europa
92. Walckenaeria incompleta Wunderlich, 1992 — Isole Canarie
93. Walckenaeria indirecta (O. P.-Cambridge, 1874) — USA, Canada
94. Walckenaeria inflexa (Westring, 1861) — Svezia
95. Walckenaeria insperata Millidge, 1979 — Italia
96. Walckenaeria intoleranda (Keyserling, 1886) — Costa Rica, Panama, Colombia
97. Walckenaeria iviei Millidge, 1983 — Messico
98. Walckenaeria jocquei Holm, 1984 — Malawi
99. Walckenaeria kabyliana Bosmans, 1993 — Algeria
100. Walckenaeria karpinskii (O. P.-Cambridge, 1873) — Regione olartica
101. Walckenaeria katanda Marusik, Hippa & Koponen, 1996 — Russia
102. Walckenaeria kazakhstanica Eskov, 1995 — Russia, Kazakistan
103. Walckenaeria kikogensis Scharff, 1990 — Tanzania
104. Walckenaeria kochi (O. P.-Cambridge, 1872) — Regione paleartica
105. Walckenaeria koenboutjei Baert, 1994 — Russia
106. Walckenaeria korobeinikovi Esyunin & Efimik, 1996 — Russia
107. Walckenaeria kulalensis Holm, 1984 — Kenya
108. Walckenaeria languida (Simon, 1914) — Europa centrale e meridionale, Africa settentrionale
109. Walckenaeria latens Millidge, 1983 — USA
110. Walckenaeria lepida (Kulczynski, 1885) — Regione olartica
111. Walckenaeria maesta Millidge, 1983 — USA
112. Walckenaeria mariannae Bosmans, 1993 — Algeria
113. Walckenaeria martensi Wunderlich, 1972 — Nepal
114. Walckenaeria mauensis Holm, 1984 — Kenya
115. Walckenaeria mengei Bösenberg, 1902 — Germania
116. Walckenaeria meruensis Tullgren, 1910 — Tanzania
117. Walckenaeria mesus (Chamberlin, 1948) — USA
118. Walckenaeria mexicana Millidge, 1983 — Messico
119. Walckenaeria microps Holm, 1984 — Kenya, Uganda
120. Walckenaeria microspiralis Millidge, 1983 — USA, Canada
121. Walckenaeria minuscula Holm, 1984 — Kenya
122. Walckenaeria minuta (Emerton, 1882) — USA
123. Walckenaeria mitrata (Menge, 1868) — Regione paleartica
124. Walckenaeria monoceras (Chamberlin & Ivie, 1947) — USA, Alaska
125. Walckenaeria monoceros (Wider, 1834) — dall'Europa al Kyrgyzstan
126. Walckenaeria neglecta Bosmans, 1993 — Algeria
127. Walckenaeria ngorongoroensis Holm, 1984 — Tanzania
128. Walckenaeria nigeriensis Locket & Russell-Smith, 1980 — Nigeria, Kenya
129. Walckenaeria nishikawai Saito, 1986 — Russia, Giappone
130. Walckenaeria nodosa O. P.-Cambridge, 1873 — Regione paleartica
131. Walckenaeria nudipalpis (Westring, 1851) — Regione paleartica
132. Walckenaeria obtusa Blackwall, 1836 — Regione paleartica
133. Walckenaeria occidentalis Millidge, 1983 — USA
134. Walckenaeria ocularis Holm, 1984 — Kenya
135. Walckenaeria oregona Millidge, 1983 — USA
136. Walckenaeria orghidani Georgescu, 1977 — Cuba
137. Walckenaeria orientalis (Oliger, 1985) — Russia, Corea, Giappone
138. Walckenaeria pallida (Emerton, 1882) — USA, Canada
139. Walckenaeria palmgreni Eskov & Marusik, 1994 — Russia, Mongolia
140. Walckenaeria palmierro Wunderlich, 1987 — Isole Canarie
141. Walckenaeria palustris Millidge, 1983 — Canada
142. Walckenaeria parvicornis Wunderlich, 1995 — Mongolia
143. Walckenaeria pellax Millidge, 1983 — USA, Canada, Alaska
144. Walckenaeria perdita (Chamberlin, 1948) — USA
145. Walckenaeria picetorum (Palmgren, 1976) — Finlandia, Russia
146. Walckenaeria pinocchio (Kaston, 1945) — USA, Canada
147. Walckenaeria pinoensis Wunderlich, 1992 — Isole Canarie
148. Walckenaeria placida (Banks, 1892) — USA
149. Walckenaeria plumata Millidge, 1979 — Italia
150. Walckenaeria prominens Millidge, 1983 — Canada
151. Walckenaeria puella Millidge, 1983 — USA
152. Walckenaeria pullata Millidge, 1983 — USA, Canada
153. Walckenaeria pyrenaea (Denis, 1952) — Francia
154. Walckenaeria reclusa Millidge, 1983 — USA
155. Walckenaeria redneri Millidge, 1983 — USA, Canada
156. Walckenaeria rufula Millidge, 1983 — Messico
157. Walckenaeria rutilis Millidge, 1983 — Messico
158. Walckenaeria ruwenzoriensis (Holm, 1962) — Congo, Uganda
159. Walckenaeria saetigera (Tanasevitch, 2011 — India
160. Walckenaeria saniuana (Chamberlin & Ivie, 1939) — USA
161. Walckenaeria serrata Millidge, 1983 — USA
162. Walckenaeria simplex Chyzer, 1894 — Europa centrale e orientale
163. Walckenaeria solivaga Millidge, 1983 — USA
164. Walckenaeria spiralis (Emerton, 1882) — Russia, Alaska, Canada, USA
165. Walckenaeria stepposa Tanasevitch & Piterkina, 2007 — Kazakistan
166. Walckenaeria striata Wunderlich, 1987 — Isole Canarie
167. Walckenaeria stylifrons (O. P.-Cambridge, 1875) — Europa
168. Walckenaeria subdirecta Millidge, 1983 — USA, Canada
169. Walckenaeria subpallida Millidge, 1983 — USA
170. Walckenaeria subspiralis Millidge, 1983 — USA, Canada
171. Walckenaeria subterranea Wunderlich, 2011 — Isole Canarie
172. Walckenaeria subvigilax Millidge, 1983 — USA
173. Walckenaeria suspecta (Kulczynski, 1882) — Polonia, Slovacchia
174. Walckenaeria tanzaniensis Jocqué & Scharff, 1986 — Tanzania
175. Walckenaeria teideensis Wunderlich, 1992 — Isole Canarie
176. Walckenaeria tenella Millidge, 1983 — USA, Canada
177. Walckenaeria tenuitibialis Bosmans, 1993 — Algeria
178. Walckenaeria teres Millidge, 1983 — Canada
179. Walckenaeria thrinax (Chamberlin & Ivie, 1933) — USA
180. Walckenaeria tibialis (Emerton, 1882) — USA, Canada
181. Walckenaeria tilos Wunderlich, 2011 — Isole Canarie
182. Walckenaeria torta Bosmans, 1993 — Algeria
183. Walckenaeria tricornis (Emerton, 1882) — USA, Canada
184. Walckenaeria tumida (Crosby & Bishop, 1931) — USA, Canada
185. Walckenaeria turbulenta Bosmans, 1993 — Algeria
186. Walckenaeria tystchenkoi Eskov & Marusik, 1994 — Russia
187. Walckenaeria uenoi Saito & Irie, 1992 — Giappone
188. Walckenaeria unicornis O. P.-Cambridge, 1861 — Regione paleartica
189. Walckenaeria uzungwensis Scharff, 1990 — Tanzania
190. Walckenaeria vigilax (Blackwall, 1853) — Regione olartica
191. Walckenaeria vilbasteae Wunderlich, 1979 — Finlandia, Estonia
192. Walckenaeria weber (Chamberlin, 1948) — USA
193. Walckenaeria westringi Strand, 1903 — Norvegia
194. Walckenaeria wunderlichi Tanasevitch, 1983 — Asia centrale
195. Walckenaeria yunnanensis Xia et al., 2001 — Cina

## Walckenaerianus
Walckenaerianus Wunderlich, 1995
- Walckenaerianus aimakensis Wunderlich, 1995 — Russia, Mongolia
- Walckenaerianus esyunini Tanasevitch, 2004[1] — Russia

## Wiehlea
Wiehlea Braun, 1959
- Wiehlea calcarifera (Simon, 1884)[1] — Europa occidentale

## Wiehlenarius
Wiehlenarius Eskov, 1990
- Wiehlenarius boreus Eskov, 1990[1] — Russia
- Wiehlenarius tirolensis (Schenkel, 1939) — Svizzera, Austria, Grecia

## Wubana
Wubana Chamberlin, 1919
- Wubana atypica Chamberlin & Ivie, 1936 — USA
- Wubana drassoides (Emerton, 1882)[1] — USA
- Wubana ornata Chamberlin & Ivie, 1936 — USA
- Wubana pacifica (Banks, 1896) — USA
- Wubana reminiscens Chamberlin, 1948 — USA
- Wubana suprema Chamberlin & Ivie, 1936 — USA
- Wubana utahana Chamberlin & Ivie, 1936 — USA

## Wubanoides
Wubanoides Eskov, 1986
- Wubanoides fissus (Kulczyński, 1926) — Russia, Giappone
- Wubanoides uralensis (Pakhorukov, 1981)[1] — Russia, Mongolia
  - Wubanoides uralensis lithodytes Schikora, 2004 — Europa centrale e orientale

## Yakutopus
Yakutopus Eskov, 1990
- Yakutopus xerophilus Eskov, 1990[1] — Russia asiatica

## Zerogone
Zerogone Eskov & Marusik, 1994
- Zerogone submissella (Strand, 1907)[1] — Russia

## Zornella
Zornella Jackson, 1932
- Zornella armata (Banks, 1906) — USA, Canada, Alaska
- Zornella cryptodon (Chamberlin, 1920) — USA, Canada
- Zornella cultrigera (L. Koch, 1879)[1] — Regione paleartica

### Sinonimi
- Zornella orientalis Marusik, Buckle & Koponen, 2007[11]

## Zygottus
Zygottus Chamberlin, 1948
- Zygottus corvallis Chamberlin, 1948[1] — USA
- Zygottus oregonus Chamberlin, 1948 — USA